# Soares dos Santos
Luís Soares dos Santos, mais conhecido como Soares dos Santos (Porto Alegre, 20 de novembro de 1866 — ?), foi um engenheiro, militar, professor e político brasileiro.
Foi senador pelo Estado do Rio Grande do Sul de 1916 a 1929, além de deputado federal.

## Biografia
Luís Soares dos Santos nasceu na cidade de Porto Alegre, no Rio Grande do Sul, em 20 de novembro de 1866, filho de João Soares dos Santos e de Ana Gomes Ferreira dos Santos. Ingressou na Escola Militar de Porto Alegre, onde concluiu os estudos em 1883; de lá, seguiu para a Escola Militar da Praia Vermelha, no Rio de Janeiro, onde, em 1891, bacharelou-se em engenharia.
Ingressou no Partido Republicano Rio-Grandense, pelo qual se elegeu, em 1898, deputado estadual no estado natal, cargo que exerceu até 1900. Elegeu-se, também, deputado federal pelo Rio Grande do Sul para a 25ª Legislatura, de 1900 a 1902. Reelegeu-se para as 26ª, de 1903 a 1905, 27ª, de 1906 a 1908, 28ª, de 1909 a 1911, 29ª, de 1912 a 1914, e 30ª, de 1915 a 1917, legislaturas; renunciou à última em 1916 por se eleger senador pelo Rio Grande do Sul.
Reelegeu-se senador para as 31ª, de 1918 a 1920, 32ª, de 1921 a 1923, 33ª, de 1924 a 1926, e 34ª, de 1927 a 1929, legislaturas, sempre pelo PRR. No Senado, integrou a Comissão de Marinha e Guerra, a Comissão de Obras Públicas e Empresas Privilegiadas e a Comissão de Finanças.
Além da atuação política, foi notável militar, atingindo o posto de general de brigada, e professor da Escola Militar de Porto Alegre.